# محمد البوعزاتي
محمد البوعزاتي (بالفرنسية : Mohamed ElBouazzati)، من مواليد 9 يناير 1997 بمدينة الناظور المغربية، لاعب كرة قدم مغربي، يلعب حاليا في صفوف فاتنشايد 09 الذي يمارس ضمن دوري الدرجة الثالثة الألماني.

## روابط خارجية
- محمد البوعزاتي على موقع قاعدة بيانات كرة القدم.إي يو (الإنجليزية)
- محمد البوعزاتي على موقع Soccerway.com (الإنجليزية)
- محمد البوعزاتي على موقع عالم كرة القدم.نت (الإنجليزية)